# Eduard Tisse
Eduard Kazimirowicz Tisse (ros. Эдуард Казимирович Тиссэ, łot. Eduards Tisē, ur. 1 kwietnia 1897 w Lipawie na terenie dzisiejszej Łotwy, zm. 18 listopada 1961 w Moskwie) – radziecki operator filmowy, wykładowca WGIK. Zasłużony Działacz Sztuk RFSRR (1935). Zasłużony Działacz Sztuk Łotewskiej SRR (1947). Trzykrotny laureat Nagrody Stalinowskiej (1946, 1949, 1950).

## Życiorys
Niektóre z zamieszczonych tu informacji wymagają weryfikacji.
Dokładniejsze informacje o tym, co należy poprawić, być może znajdują się w dyskusji tej sekcji.
 Po wyeliminowaniu niedoskonałości należy usunąć szablon [[Szablon:Dopracować|]] z tej sekcji.
Urodził się jako syn Szweda i Rosjanki. Podczas pierwszej wojny światowej pracował jako fotoreporter i korespondent wojenny. W czasie wojny domowej został operatorem kroniki filmowej. Filmował przywódców bolszewickich oraz działania frontowe. Zajmował się również pracą nad filmami fabularnymi takimi jak: Sygnał (1918), Na chłopskiej ziemi (1919), Sierp i młot (1921).
W 1925 zrealizował zdjęcia do Strajku, debiutu Siergieja Eisensteina, co zapoczątkowało jego długoletnią współpracę z tym reżyserem. Eduard Tisse był autorem zdjęć do wszystkich filmów Eisensteina i to właśnie one przyniosły mu światową sławę. Tisse nakręcił sceny rozpędzenia demonstracji w Strajku, masakry na schodach odeskich w Pancerniku Potiomkin (1925) czy też szturmu na Pałac Zimowy w Październiku (1927).
Współpracował również z Grigorijem Aleksandrowem przy Spotkaniu nad Łabą (1949) oraz Czarodzieju Glince (1952), a także z innymi wybitnymi reżyserami radzieckimi, m.in. ze Wsiewołodem Pudowkinem i Aleksandrem Dowżenko.
W 1929 współreżyseruje szwajcarski film pt. Frauennot - Frauenglück.
Był ponadto długoletnim wykładowcą sztuki operatorskiej w moskiewskim WGIK-u. Pisał liczne artykuły dotyczące sztuki operowania kamerą.
Pochowany na Cmentarzu Nowodziewiczym w Moskwie.

## Wybrana filmografia
- 1921: Sierp i młot
- 1924: Strajk
- 1925: Pancernik Potiomkin
- 1925: Żydowskie szczęście
- 1928: Październik: 10 dni, które wstrząsnęły światem
- 1929: Stare i nowe
- 1935: Aerograd
- 1937: Łąki Bieżyńskie
- 1938: Aleksander Newski
- 1944: Iwan Groźny
- 1945: Iwan Groźny: Spisek bojarów
- 1949: Spotkanie nad Łabą
- 1956: Nieśmiertelny garnizon